# Maik Nawrocki
Maik Nawrocki (ur. 7 lutego 2001 w Bremie) – polski piłkarz, występujący na pozycji obrońcy. W swojej karierze występował również w Werderze II Brema, Warcie Poznań i Legii Warszawa.

## Kariera klubowa

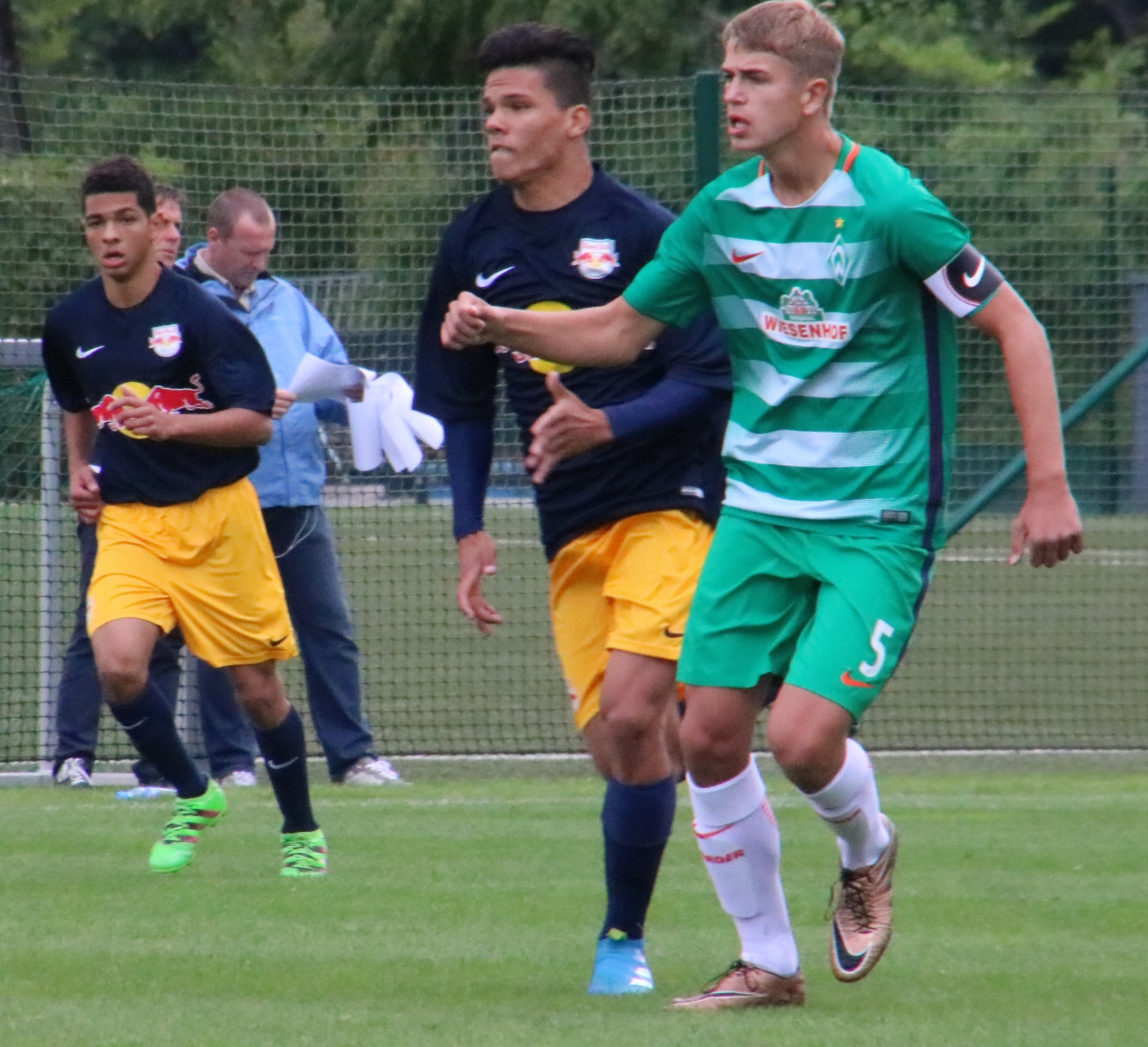
Nawrocki w barwach Werderu Brema w 2016

15 czerwca 2021 ogłoszono wypożyczenie Nawrockiego do Legii Warszawa, do końca sezonu 2021/2022. 28 maja 2022 piłkarz został wykupiony z Werderu Brema i podpisał kontrakt z warszawskim klubem do końca sezonu 2024/2025. W sezonie 2022/2023 zdobył z klubem Puchar Polski, pokonując w finale Raków Częstochowa. W lipcu 2023 roku podpisał pięcioletni kontrakt z Celtikiem, kwota transferu wyniosła około 5 milionów euro. 5 lipca 2025 został wypożyczony do niemieckiego klubu Hannover 96.

## Sukcesy

### Legia Warszawa
- Puchar Polski: 2022/2023[4]
- Superpuchar Polski: 2023[7]

### Celtic FC
- Mistrzostwo Szkocji: 2023/24[8], 2024/25[9]
- Puchar Szkocji: 2023/24[10]